# Дипломатически мисии на Северна Корея
Това е списък на дипломатическите мисии на Северна Корея.
В близкото минало с приоритет са откривани севернокорейски дипломатически мисии в страните от бившата социалистическа система. Като единствената автаркия в наши дни КНДР е в голяма степен изолирана от останалия свят, а връзките ѝ с него са силно ограничени.

## Азия – посолства
- Иран, Техеран
- Кувейт, Кувейт
- Ливан, Бейрут
- Сирия, Дамаск
- Йемен, Сана
- Бангладеш, Дака
- Камбоджа, Пном Пен
- Китай Пекин
  - Хонконг (генерално консулство)
  - Шънян (генерално консулство)
- Индия, Ню Делхи
- Индонезия, Джакарта
- Лаос, Виентян
- Малайзия, Куала Лумпур
- Монголия, Улан Батор
- Непал, Катманду
- Пакистан, Исламабад
- Сингапур
- Тайланд, Бангкок
- Узбекистан, Ташкент
- Виетнам, Ханой

## Европа – посолства
- Австрия, Виена
- България, София
- Чехия, Прага
- Германия, Берлин
- Италия, Рим
- Полша, Варшава
- Румъния, Букурещ
- Русия, Москва
  - Находка (генерално консулство)
  - Хабаровск (консулство)
- Швеция, Стокхолм
- Швейцария, Берн
- Великобритания, Лондон

## Северна и Южна Америка – посолства
- Куба, Хавана
- Мексико, Мексико
- Бразилия, Бразилия
- Перу, Лима

## Африка – посолства
- Демократична република Конго, Киншаса
- Египет, Кайро
- Екваториална Гвинея, Малабо
- Етиопия, Адис Абеба
- Гана, Акра (консулство от посолството в Нигерия)
- Гвинея, Конакри
- Либия, Триполи
- Нигерия, Абуджа
- Република Южна Африка, Претория
- Танзания, Дар-ес-Салаам
- Уганда, Кампала

## Международни организации
- Женева (постоянно представителство)
- Ню Йорк (постоянно представителство)